# Paweł Dehnel
Paweł Piotr Dehnel ps. „Strychnina” (ur. 29 czerwca 1868 w Sterdyni, zm. 14 lutego 1939 w Czeladzi) – polski działacz socjalistyczny i niepodległościowy, konspirator.

## Życiorys
Paweł Dehnel był najstarszym synem Augusta i Kornelii z Kowalskich, bratem Michała, Władysława oraz Mariana. Ukończył Szkołę Techniczną w Warszawie, od 20 września 1895 roku pracował w kopalni „Saturn” w Czeladzi, początkowo w dozorze górniczym, następnie jako sztygar. Członek Polskiej Partii Socjalistycznej a od 1906 Polskiej Partii Socjalistycznej – Frakcja Rewolucyjna, mocno zaangażowanym w pracę niepodległościową. Wspólnie między innymi z Henrykiem Czeczottem zorganizował w Czeladzi punkt przerzutu przez granicę emisariuszy, broni i materiałów konspiracyjnych. Dostarczał materiały wybuchowe dla bojówek Organizacji Bojowej PPS. 
Przez dowodzone przezeń tajne przejście graniczne przechodzili między innymi: Józef Piłsudski, Aleksandra Piłsudska ps. „Wanda”, Walery Sławek, Piotr Nasiłowski i Tomasz Arciszewski ps. „Szymon”. Przemycił również pieniądze pochodzące z napadu na carski pociąg w Bezdanach. Otrzymał pseudonim „Strychnina”, ponieważ stale nosił przy sobie pojemnik z trucizną, na wypadek dekonspiracji. Za wkład w działalność niepodległościową został odznaczony Krzyżem Niepodległości. W 1922 roku Naczelnik Piłsudski złożył wizytę Pawłowi Dehnelowi podczas swego oficjalnego pobytu na Górnym Śląsku. Pracował jako sztygar w kopalni „Saturn” do przejścia na emeryturę 11 listopada 1933 roku.
Żonaty od 1894 roku ze Stefanią Tomaszewicz (również odznaczoną Krzyżem Niepodległości) miał czworo dzieci: Stanisława, Bogdana, Juliana oraz Leokadię. Na cześć jego oraz jego córki swą nazwę otrzymała ulica Dehnelów w Czeladzi.